# All Out!!
All Out!! (オールアウト!! Ōru Auto!!?) (lit. Completamente!!) es un manga escrito e ilustrado por Shiori Amase, serializado en la revista mensual Morning Two entre 2012 y 2019. Sus 119 capítulos individuales fueron recopilados por Kōdansha y publicados en diecisiete volúmenes tankōbon. Una adaptación a serie de anime producida por Madhouse y TMS Entertainment fue emitida en Japón entre el 7 de octubre de 2016 y el 31 de marzo de 2017.

## Argumento
Kenji Gion es un estudiante de preparatoria que cuenta con una estatura más baja que la media. En su primer día en la Preparatoria Kanagawa conoce a Sumiaki Iwashimizu este cuenta con una alta estatura, ambos se topan con el entrenamiento del equipo de rugby de Kanagawa. Gion queda fascinado con este deporte y decide unirse al club a pesar de su baja estatura y de no saber nada sobre este deporte. 
Gion comenzará a compartir una vida de esfuerzo y amistad con sus compañeros. Todos los miembros del equipo tienen una apasionante historia con este deporte, desde Iwashimizu, que es incapaz de centrarse en el rugby por un incidente ocurrido en el pasado hasta al capitán, Sekizan, más apasionado e intenso que ningún otro jugador.

## Personajes
Kenji Gion (祇園 健次 Gion Kenji?)
 Seiyū: Shōya Chiba
El es el protagonista. Es muy persistente y divertido, y odia que lo llamen enano. Pese a nunca rendirse, en un episodio se siente depresivo por no poder servir de nada en un partido.
Sumiaki Iwashimizu (石清水 澄明 Iwashimizu Sumiaki?)
 Seiyū: Yūto Adachi
Iwashimizu es un rubio de estatura alta que le apasiona el rugby. Así mismo, es un chico miedoso y cobarde, pero tiene un buen corazón.
Takuya Sekizan (赤山 濯也 Sekizan Takuya?)
 Seiyū: Yoshimasa Hosoya
Sekizan es el capitán del equipo de rugby. Él tiene un peinado particular que alucina a varios de sus contrincantes. La mayor parte del tiempo se encuentra serio e imponente, pero si se preocupa por su equipo.
Mutsumi Hachiōji (八王子 睦 Hachiōji Mutsumi?)
 Seiyū: Ryōta Ōsaka
Hachiōji es el vice-capitán del equipo de rugby. Él es tranquilo y le apasiona el rugby. 
Etsugo Ōharano (大原野 越吾 Ōharano Etsugo?)
 Seiyū: Kensho Ono
Yūsaku Suwa (諏訪勇作 Suwa Yūsaku?)
 Seiyū: Daichi Kanbara
Isao Kifune (貴船　公 Kifune Isao?)
 Seiyū: Takuma Nagatsuka
Shōta Kibi (吉備翔太 Kibi Shōta?)
 Seiyū: Katsunori Okai
Kōsuke Marōdo (客人考助 Marōdo Kōsuke?)
 Seiyū: Keisuke Komoto
Tomomichi Takebe (健部知道 Takebe Tomomichi?)
 Seiyū: Wataru Takahashi
Yutaka Shinshi (眞子 豊 Shinshi Yutaka?)
 Seiyū: Takashi Uezumiya
Taichi Ōhie (大比叡太一 Ōhie Taichi?)
 Seiyū: Tomohito Takatsuka
Eiichi Hirota (広田鋭一 Hirota Eiichi?)
 Seiyū: Shun'ichi Maki
Takeo Atsuta (熱田猛雄 Atsuta Takeo?)
 Seiyū: Fukushi Ochiai
Shinnosuke Hyōsu (兵主進乃介 Hyōsu Shinnosuke?)
 Seiyū: Kazuki Nakao
Hirokuni Kasuga (春日寛邦 Kasuga Hirokuni?)
 Seiyū: Daiki Hamano
Raita Kamō (賀茂雷太 Kamō Raita?)
 Seiyū: Masayuki Shoji
Raita es un jugador apasionado de rugby que suele encontrarse feliz. Es muy divertido, extrovertido y entusiasta.
Kōichirō Kashima (鹿島耕一郎 Kashima Kōichirō?)
 Seiyū: Hiromichi Tezuka
Yoshiki Hirano (平野良貴 Hirano Yoshiki?)
 Seiyū: Daiki Kobayashi
Susumu Kitamachi (北町　進 Kitamachi Susumu?)
 Seiyū: Yūsuke Ōta
Sueyoshi Mikami (三上季吉 Mikami Sueyoshi?)
 Seiyū: Yūki Hashimoto
Michio Sumiyoshi (住吉道生 Sumiyoshi Michio?)
 Seiyū: Kōdai Sakai
Taihei Noka (苗鹿大平 Noka Taihei?)
 Seiyū: Toshinari Fukamachi
Yuto Keta (気田悠人 Keta Yuto?)
 Seiyū: Kōtarō Nishiyama
Toshinosuke Matsuo (松尾年乃助 Matsuo Toshinosuke?)
 Seiyū: Fuminori Komatsu
Natsuki Ise (伊勢夏樹 Ise Natsuki?)
 Seiyū: Chiharu Sawashiro
Masaru Ebumi (江文 優 Ebumi Masaru?)
 Seiyū: Taishi Murata
Shingo Komori (籠信吾 Komori Shingo?)
 Seiyū: Takaya Hashi
Umeno Hoakari (火明うめの Hoakari Umeno?)
 Seiyū: Haruka Yoshimura
Umeno es la mánager. Tiene una personalidad divertida y le gusta hacerle bromas y sobreexplotación a su equipo,aunque verdaderamente los quiere mucho. Al que más maltrata es a Gion haciéndole burlas,pero es de sus mejores amigos porque ella no se toma sus propias burlas en serio.

## Medios

### Manga
El manga original de Shiori Amase fue serializado en la revista Gekkan Morning Two de Kōdansha entre el 21 de noviembre de 2012 y el 22 de noviembre de 2019. Fue compilado en 17 volúmenes tankōbon. 

#### Lista de volúmenes
| N.º | Fecha de lanzamiento     | ISBN original      |
| --- | ------------------------ | ------------------ |
| 1   | 23 de abril de 2013      | ISBN 9784063872088 |
| 2   | 20 de septiembre de 2013 | ISBN 9784063872590 |
| 3   | 21 de febrero de 2014    | ISBN 9784063872972 |
| 4   | 23 de julio de 2014      | ISBN 9784063883558 |
| 5   | 22 de diciembre de 2014  | ISBN 9784063884111 |
| 6   | 23 de abril de 2015      | ISBN 9784063884494 |
| 7   | 23 de septiembre de 2015 | ISBN 9784063885026 |
| 8   | 23 de febrero de 2016    | ISBN 9784063885644 |
| 9   | 23 de junio de 2016      | ISBN 9784063886146 |
| 10  | 23 de septiembre de 2016 | ISBN 9784063886443 |
| 11  | 23 de febrero de 2017    | ISBN 9784063886887 |
| 12  | 23 de junio de 2017      | ISBN 9784063887389 |
| 13  | 22 de noviembre de 2017  | ISBN 9784065105177 |
| 14  | 23 de mayo de 2018       | ISBN 9784065113752 |
| 15  | 23 de enero de 2019      | ISBN 9784065141434 |
| 16  | 23 de agosto de 2019     | ISBN 9784065168066 |
| 17  | 21 de febrero de 2020    | ISBN 9784065185001 |

### Anime
La adaptación al anime fue emitida entre el 7 de octubre de 2016 y el 31 de marzo de 2017, producida por Madhouse y TMS Entertainment, con Telecom Animation Film ayudando con la producción. La serie fue dirigida por Kenichi Shimizu y escrita por Masahiro Yokotani y Shingo Irie, diseños de personajes de Masanori Shino y música de Yasuharu Takanashi. El primer tema de apertura es «Flower» de Lenny code fiction y el segundo es «Seija no Kōshin» (生者ノ行進?) de CIVILIAN, mientras que el primer tema de cierre es «Zenryoku Shōnen» (全力少年?) de Sukima Switch y el segundo es «No Side» (ノーサイド Nōsaido?) de Alisa Takigawa.